# Claopodium aciculum
Claopodium aciculum là một loài Rêu trong họ Thuidiaceae. Loài này được (Broth.) Broth. mô tả khoa học đầu tiên năm 1908.